# Lisa Risby
Lisa Risby, född 6 juli 1993, är en svensk orienterare som tävlar för OK Kåre i Falun. 
Hon deltog i 2021 års världsmästerskapen i orientering i Tjeckien, där hon placerade sig på en fjärde och en sjätteplats. Vid damernas stafett deltog hon tillsammans med Sara Hagström och Tove Alexandersson  i det svenska lag som vann guldmedaljen.